# Jingyan

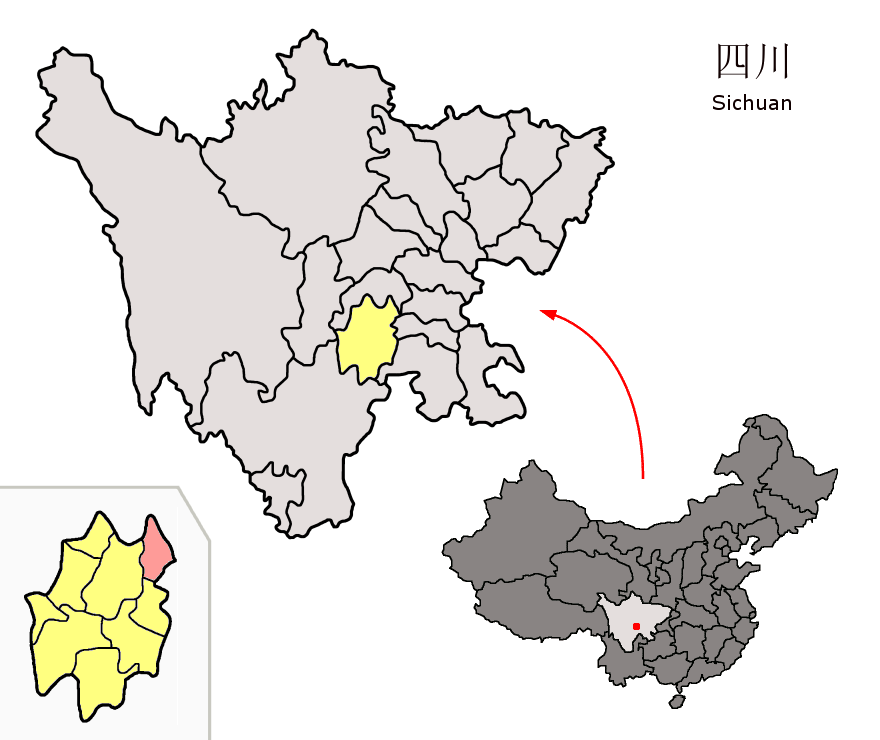
Lage von Jingyan in Sichuan

Der Kreis Jingyan (chinesisch 井研县, Pinyin Jǐngyán Xiàn) ist ein Kreis im Nordosten der bezirksfreien Stadt Leshan der südwestchinesischen Sichuan. Er hat eine Fläche von 842,2 km² und zählt 280.641 Einwohner (Stand: Zensus 2020). Sein Hauptort ist die Großgemeinde Yancheng (研城镇).

## Administrative Gliederung
Auf Gemeindeebene setzt sich der Kreis aus zehn Großgemeinden und siebzehn Gemeinden zusammen. 